# Viadotto Torrente Bisagno
Il viadotto Torrente Bisagno è un viadotto autostradale italiano, sito lungo l'autostrada A12 (strada europea E80) all'interno della città di Genova.
Esso valica a grande altezza la valle del torrente Bisagno.

## Storia
Il viadotto, commissionato dalla Società Autostrade, fu progettato dagli ingegneri Silvano Zorzi e Sergio Tolaccia e costruito dal 1966 al 1967 dall'impresa Moviter. Il tronco autostradale venne aperto al traffico il 18 dicembre 1967.

## Caratteristiche
Il viadotto, che ha una lunghezza complessiva di 593,35 m e un'altezza sul fondovalle di circa 70 m, si compone di due strutture distinte, una per ogni carreggiata, collegate in alto da travi di sezione limitata. Costruito in calcestruzzo armato, conta 8 campate di luce variabile (le 3 maggiori di 116 m, affiancate da 2 di 70 m e lato Genova da 3 campate di accesso da 36 m).
Le campate maggiori sono costruite con il sistema Dywidag mediante centinatura a sbalzo autoportante, utile nel caso di ponti di notevole altezza o con il fondovalle occupato da costruzioni; sullo stesso tronco autostradale, tale procedimento venne usato anche nei viadotti Sori, Nervi e Veilino. Le pile, affiancate e poggianti su una fondazione unica, hanno struttura scatolare e sostengono due impalcati larghi ciascuno 9,80 m.
Le campate minori sono costituite da travi prefabbricate in calcestruzzo armato precompresso semplicemente appoggiate sulle pile.